# SC Westfalia Herne
Maillots
Le SC Westfalia Herne est un club allemand de football basé à Herne.

## Historique
- 1904 : fondation du club sous le nom de FC Herne
- 1905 : le club est renommé SC Westfalia Herne
- 1930 : absorption du Fortuna Herne
- 1977 : le club est renommé SC Westfalia Goldin Herne
- 1979 : le club est renommé SC Westfalia Herne

## Anciens joueurs
- Hans Tilkowski (international allemand)